# さいたま市立川通中学校
さいたま市立川通中学校（さいたましりつ かわどおりちゅうがっこう）は、埼玉県さいたま市岩槻区にある公立中学校。

## 沿革
- 1947年（昭和22年）4月1日 - 川通村立川通小学校内に川通村立川通中学校として開校。
- 1954年（昭和29年）
  - 5月3日 - 町村合併による新しい岩槻町の設置に伴い、校名を岩槻町立川通中学校に改称。
  - 7月1日 - 岩槻町が市制施行した事に伴い、校名を岩槻市立川通中学校に改称。
- 2005年（平成17年）4月1日 - 岩槻市がさいたま市へ編入合併した事に伴い、校名をさいたま市立川通中学校に改称。

## 部活動

### 運動部
- 野球部
- サッカー部
- 女子バドミントン部
- ソフトテニス部
- 卓球部
- 剣道部
- 女子バスケットボール部

### 文化部
- 吹奏楽部
- 美術部
- 科学技術部

## 交通アクセス
- 東武野田線東岩槻駅からタクシーで9分。